# Ina Freese

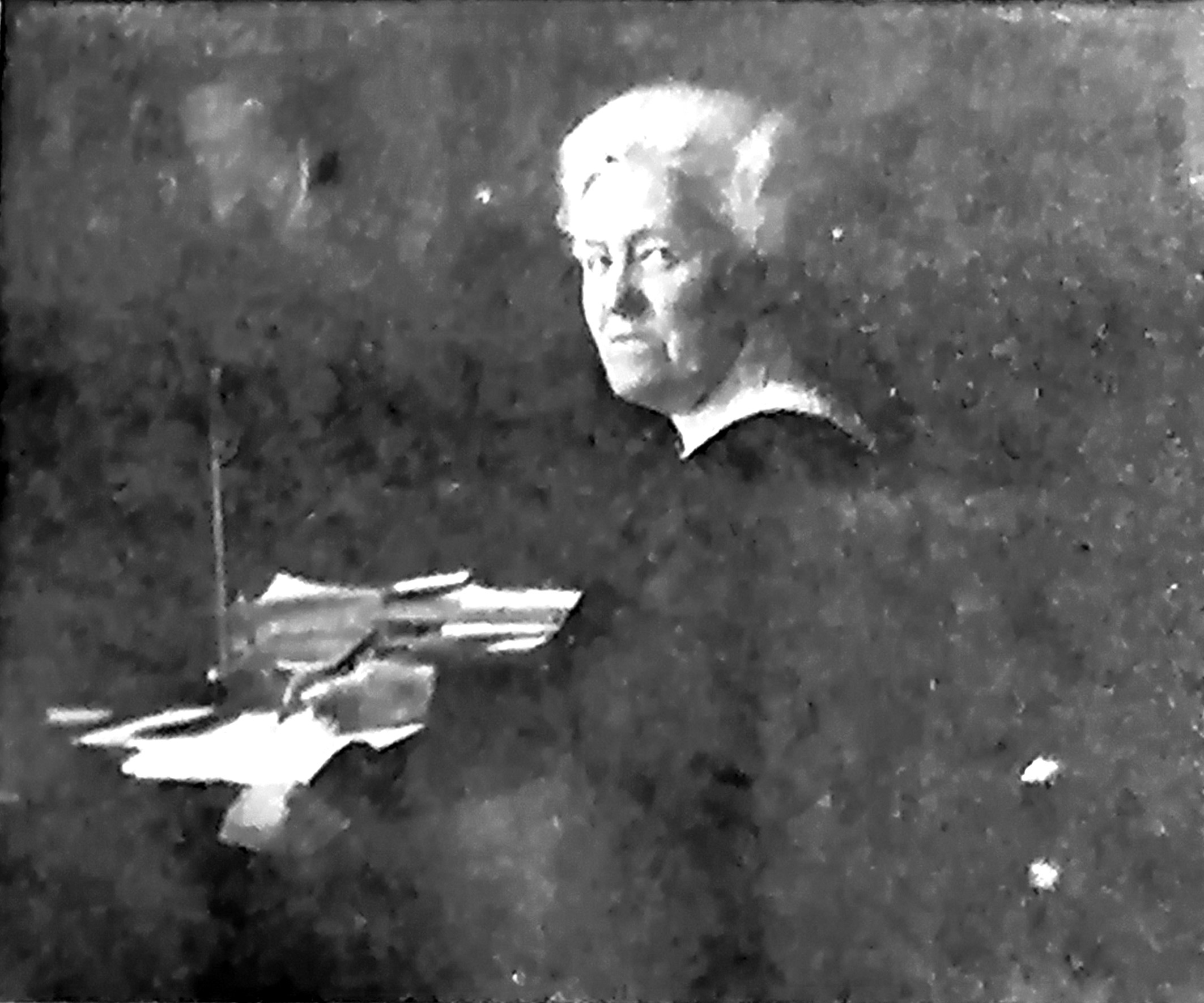
Direktorin des Privat-Lyzeums

Ina Freese (* 6. April 1868 in Lübeck; † 17. Juli 1916 in Pönitz) war eine der führenden Persönlichkeiten im Lübecker Schulwesen.

## Leben

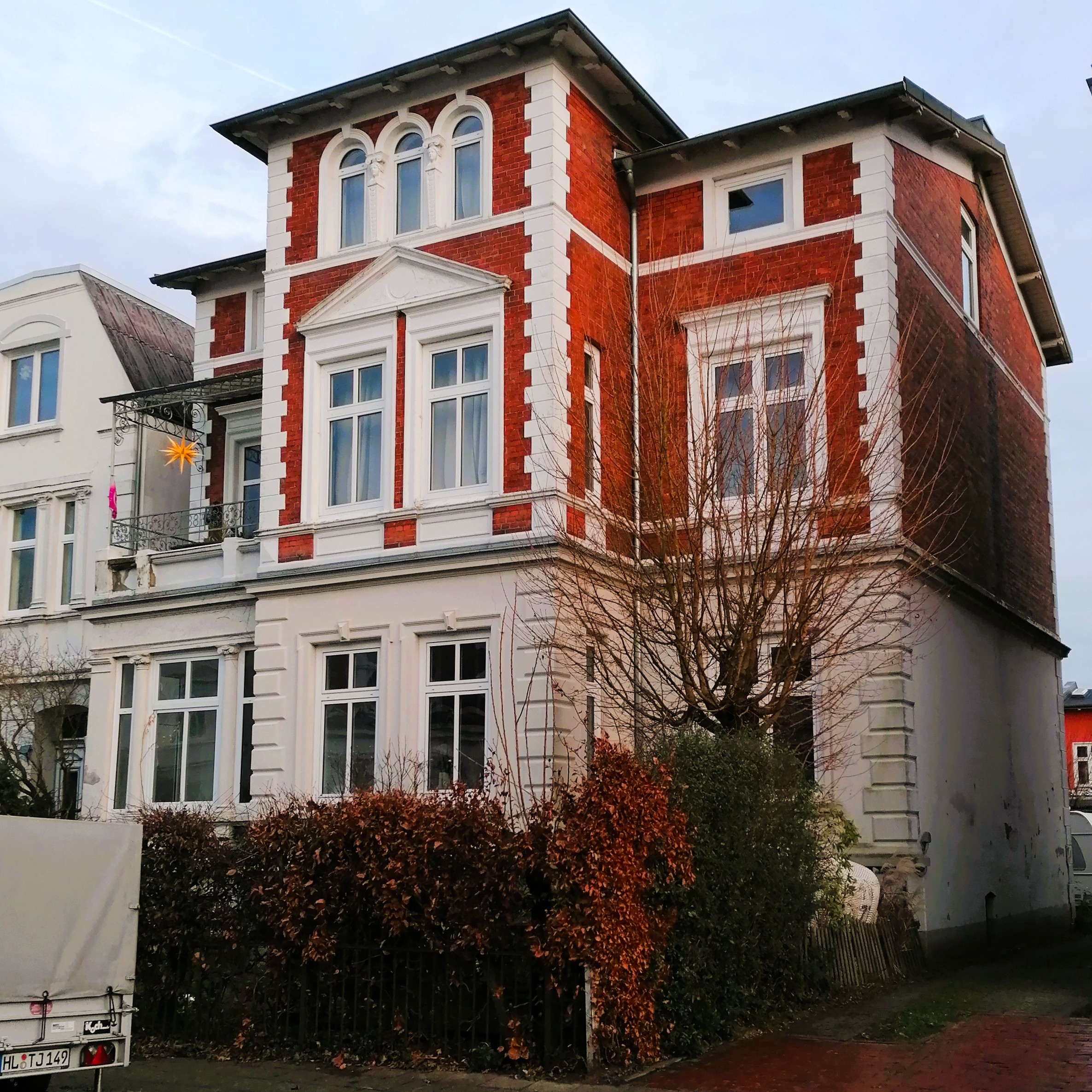
Schillerstraße 3

### Herkunft
Freese entstammte einer alten lübeckischen Kaufmannsfamilie. Ihr Vater, Carl William Freese, war als Kaufmann in der Bürgerschaft und gehörte Bürgerausschüssen an. Nachdem er 1886 als Rentier sein Unternehmen liquidiert hatte, zog die Familie in die Alfstraße 7 und zum 1. April 1889 in  die Schillerstraße 3.

### Laufbahn
Ina Freese besuchte die Schule von Amalie Dethloff und erhielt ihre Seminarausbildung bei Amélie Roquette.
Zu ihren Begabungen zählte insbesondere die Musik. Nur die äußeren Verhältnisse hinderten sie daran, sich ganz der Kunst hinzugeben. Selbst als schon große Erfolge auf anderen Gebieten ihre Arbeit krönten, erkannte sie in der Musik das ihrer Neigung am meisten entsprechende Ideal. Als eine Veränderung der häuslichen Verhältnisse sie früh zwang, sich auf eigene Füße zu stellen, ergriff sie den Beruf, dem fortan ihr Lebenswerk gelten sollte. Ostern 1886 bestand sie ihr Lehrerinnenexamen.
Zu Michaelis kam Freese als Lehrerin an die Höhere Mädchenschule von Ida Hinckeldeyn in der Hüxstraße 60. Kurz darauf mietete die Schule die  Königsstraße 55 und wurde 1892 in das Fehling'sche Haus in die Johannisstraße 50 verlegt. Dort konnte Hinckeldeyn ihr Schulideal verwirklichen. Erschöpfungsbedingt verkaufte sie 1896 das Schulhaus an die sozialdemokratische Genossenschaft und gab ihre Tätigkeit auf.
Nachdem sie ihr Oberlehrerinnenexamen bestanden hatte, übernahm Freese als die Jüngste im Kollegium die Leitung der für den Erhalt der Ausbildungsstätte eintretenden Schulgemeinde und verlegte sie in die Fleischhauerstraße 35. Seit der Einführung der Gewerbefreiheit 1867 hatte sich die Nutzung der Straße durch die Ansiedelung vieler Schulen grundlegend geändert.
Während der zwei Jahrzehnte andauernden Leitung ihrer Schule unterrichtete sie in den oberen Klassen und war stets Klassenlehrerin der ersten Klasse. So erwarb sie sich einen anwachsenden Anhängerkreis. Die abgesehen vom normalen Wachstum der Anstalt erste Vergrößerung erfolgte, als Amalie Dethloff 1900 ihre Schule aufgab. Die Aufgabe der Roquetteschen Schule hatte zuvor die Zahl der Schülerinnen nochmals beträchtlich wachsen lassen. Die Freesische Schule musste ihren Unterricht bereits in zwei Häusern der Straße erteilen.

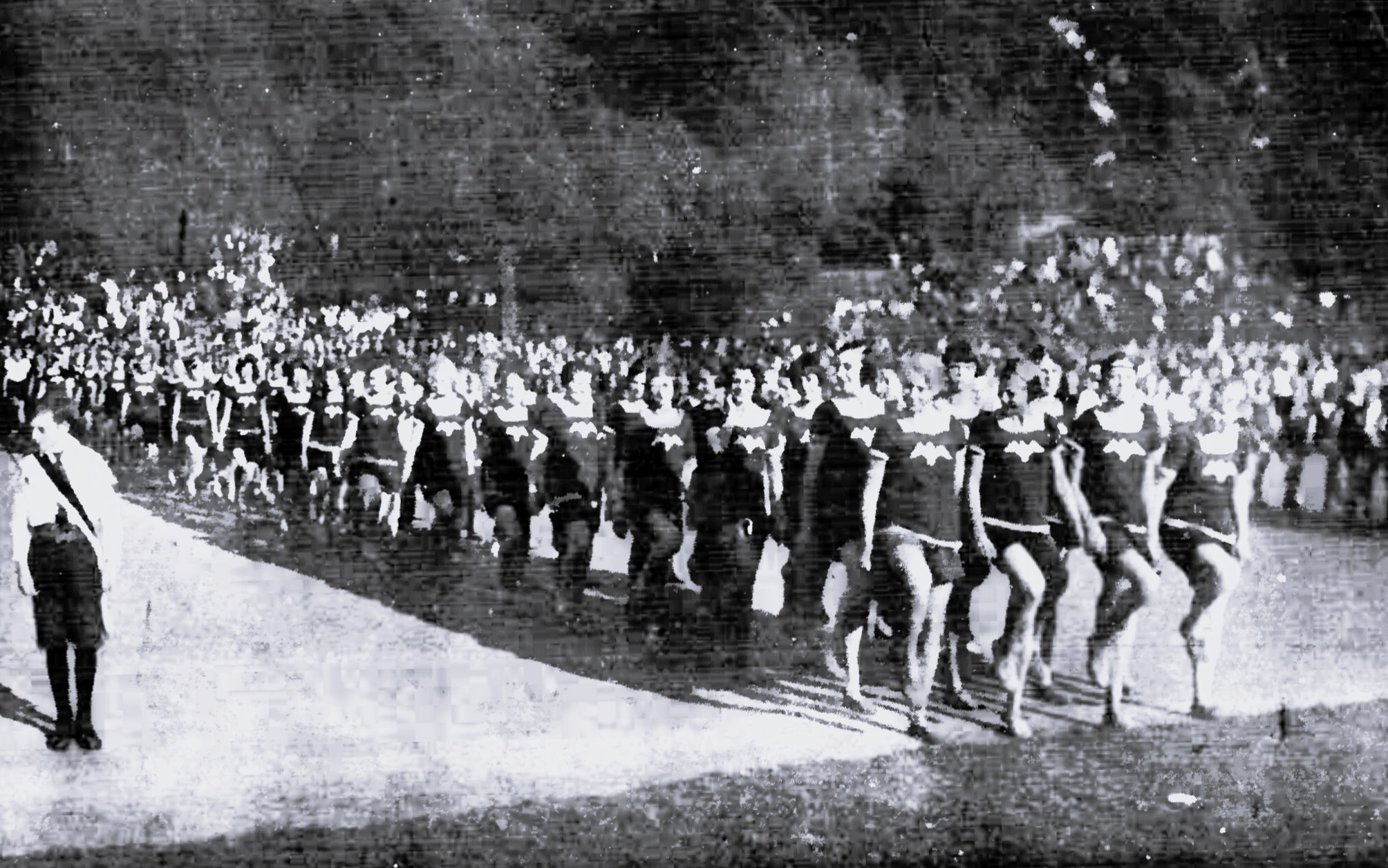
Aufmarsch der Abteilung des „Lyzeums am Falkenplatz“ zu den Freiübungen bei den Kampfspielen auf dem Buniamshof (1925)

Als die preußischen Bestimmungen für das höhere Mädchenschulwesen höhere Anforderungen an die innere und äußere Ausgestaltung stellten, brachte die Schulbehörde ihr Vertrauen in Fräulein Freese dadurch zum Ausdruck, dass sie ihr eine größere Subvention zur Verfügung stellte. Das vom Staat erbaute Schulhaus am Falkenplatz wurde ihr mietweise überlassen.
In Freeses letztem Schuljahr besuchten mehr als 400 Schülerinnen die Schule.
Die rastlose Arbeit ging an Ida Fresse nicht spurlos vorüber. Zur Erholung ließ sie sich ein Blockhaus am Pönitzer See errichten. Am 16. Juli 1916 zog sie in das Sommerhaus ein und verstarb in der Nacht.
Ihr Kollegium schrieb in ihrem Nachruf: „Ihr Bild steht vor uns als das einer geradezu idealen Schulleiterin. Mit ehrfurchtsvoller Dankbarkeit gedenken wir ihrer besonderen Gabe der Leitung. Ihrer überlegenen Ruhe und Festigkeit, ihrer gewinnenden Freundlichkeit und Weitherzigkeit, ihrer freudigen Schaffenslust und ihrer auch im alltäglichem Schulwesen großzügigen Art. Ihre Persönlichkeit drückte der Schule den Stempel ihres feinen und weiten Geistes auf.“
Die Schule wurde 1920 verstaatlicht. Seine Bezeichnung wechselte von 1927 bis 1936 vom Lyzeum am Falkenplatz zum Oberlyzeum am Falkenplatz, nach dem Krieg zur Oberschule am Falkenplatz. 1959 wurde der Name  in Thomas-Mann-Schule geändert, die Schule zog in das seitdem genutzte Schulgebäude unweit der Wallbrechtstraße um. Ab 1967 wurde in der Thomas-Mann-Schule die Koedukation eingeführt.

### Deutscher Verein für das höhere Mädchenschulwesen
Unter dem Eindruck der Preußischen Mädchenschulkonferenz schloss sich 1908 eine große Anzahl lübeckischer Lehrerinnen zu einem Zweigverein des Deutschen Vereins für das höhere Mädchenschulwesens zusammen. Der Zweck des Vereins war die gegenseitige Förderung auf wissenschaftlichem Gebiet und in der Praxis des Unterrichts, Hebung des Mädchenschulwesens und die Wahrung der gemeinsamen äußeren Interessen. Als Ordentliche Mitglieder konnten alle Lehrer, Lehrerinnen und Erzieherinnen beitreten, die die Berechtigung zum Unterricht an höheren und mittleren Mädchenschulen hatten. Sich für die Bestrebungen des Vereins Interessierende konnten als Außerordentliche Mitglieder beitreten. Der Jahresbeitrag für Ordentliche sollte 3 Mark, für Außerordentliche 1 Mark betragen.
Zu den Versammlungen, welche in der Regel viermal im Jahr stattfinden.
In den Vorstand wurden Elise Bartels (Lehrerin, Roquettesches privates Lehrerinnenseminar), Ina Freese (Schulleiterin, Freesesche höhere Mädchenschule), Käthe Wohlert (Lehrerin, Ernestinenschule), Magdalene Drückhammer (Lehrerin, Ernestinenschule) und Hedwig Müller (Lehrerin) gewählt.

### Neubau
Zu Beginn des Schuljahres 1914 wurde nach nur fünfmonatiger Bauzeit das auf dem Falkenplatz neu errichtete spätere Lyzeum am Falkenplatz übergeben. Die Wahl des Platzes hatte in der Bürgerschaft eine lebhafte Opposition gefunden. Die Bewohner der Hüxtertorvorstadt wünschten keine Bebauung des vorgeschlagenen Platzes. Nachdem am 13. November 1912 durch Rat- und Bürgerschluss der Bau eines Schulgebäudes für Freeses die höhere Mädchenschule beschlossen war, wurde nach langen Ringen der Bürgerschaft in der Sitzung vom 10. Februar 1913 der Falkenplatz zur Verfügung gestellt und in der Sitzung vom 21. April 1913 der Baudeputation ein Betrag vom 250.000 ℳ unter der Bedingung bewilligt, dass die für den Schulhof nicht verwendete nördliche und südliche Spitze des Falkenplatzes bis zur Errichtung eines Erweiterungsbaues als öffentliche Spielplätze erhalten bleiben.
Den Entwurf des ein Kellergeschoss, ein Erdgeschoß, zwei Stockwerke und ein Dachgeschoß aufweisenden Schulgebäudes stellte das städtische Bauamt her. Die Leitung der Ausführung oblag dem im selben Jahr Lübeck verlassenden Baurat Carl Mühlenpfordt. Das an der Straßenfluchtlinie der Falkenstraße gelegene Schulhaus wurde im Ziegelrohbau mit Ziegeldach ausgeführt.
Der Haupteingang, der morgens als Hauptzugang der Schule diente, befindet sich in der Falkenstraße. Bei beiden Treppenhäusern, sie waren besonders für den Verkehr zwischen Schult und Hof bestimmt, befinden sich weitere Nebeneingänge.
Wirkungsvoller als die Straßenfront mit den zahlreichen, in gleichmäßiger Reihenfolge angebrachten Fenstern der einzelnen Klassenzimmer präsentierte sich die Gartenseite des Gebäudes mit den hohen übereinanderliegenden Fenstern der Aula und der Turnhalle. Die dort angebrachten Terrakotten modellierte die heimische Firma Köhn & Hübscher, während die Modelle der Märchenfiguren an der Straßenfront von Firma Walter Zehle aus Hamburg stammten.
Von dem etwa 3534 m² großen Platz waren rund 2500 m² für den Schulhof reserviert. Für jedes Kind der Schule, die nach der eventuellen Erweiterung im Höchstfall 800 Kinder aufnehmen sollte, stand somit eine Fläche von 2,9 m² zur Verfügung.
Im Kellergeschoss, das auch von der Turnhalle und dem Geräteraum in Anspruch genommen wurde, befanden sich die sonnig und luftig angelegte Wohnung des Hausmeisters, die Räume für Heizung und Kohle sowie die nicht getrennt vom Schulgebäude gelegten Aborte. Zur Vermeidung von Geruchsbelästigungen wurde für genügend Luftschächte Sorge getragen.
Die Turnhalle hatte zwei Zugänge und in etwa die Größe der der Ernestinenschule. Zudem war sie mit den für Schwedische Gymnastik erforderlichen Turngeräten ausgestattet. Um Zuschauern bei besonderen Gelegenheiten Platz zu bieten, waren hier in der Höhe des Erdgeschosses kleine Emporen geschaffen worden.
In den übrigen Stockwerken und im Dachgeschoss waren folgende Räume untergebracht:
15 Klassen à 40 Schülerinnen
01 Zeichensaal à 40 Schülerinnen
01 Handarbeitssaal à 40 Schülerinnen
01 Physikzimmer mit Vorbereitungsraum
0Aula
01 Lehrerinnenzimmer mit Garderobenschränken
01 Zimmer für die Vorsteherin mit Wartezimmer
0Räume für die vorhandene Bibliothek und die Lehrmittel, sowie Toilettenräume
Zur Abhaltung des Zugwindes verwendete man Doppelfenster. Geheizt wurde mit der üblichen Niederdruckdampfheizung. Alle Klassen wurden mit elektrischer, durch Mattglasscheiben gedämpfter Beleuchtung versehen. Gasbeleuchtung war teilweise vorgesehen. Die in das Dach eingebauten Räume waren durch die Anwendung einer Eisenbetonkonstruktion ebenfalls feuersicher untergebracht. Die Treppen waren massiv auf einer Eisenbetonunterlage ausgeführt worden. Zur Schalldämpfung waren die Flure und einige Klassen mit Linoleum belegt worden.
Die die Höhe des 1. und 2. Obergeschosses einnehmende Aula wurde in dunklen Farbtönen gehalten. Sie erhielt zur Vermehrung der Sitzgelegenheit eine große Empore.

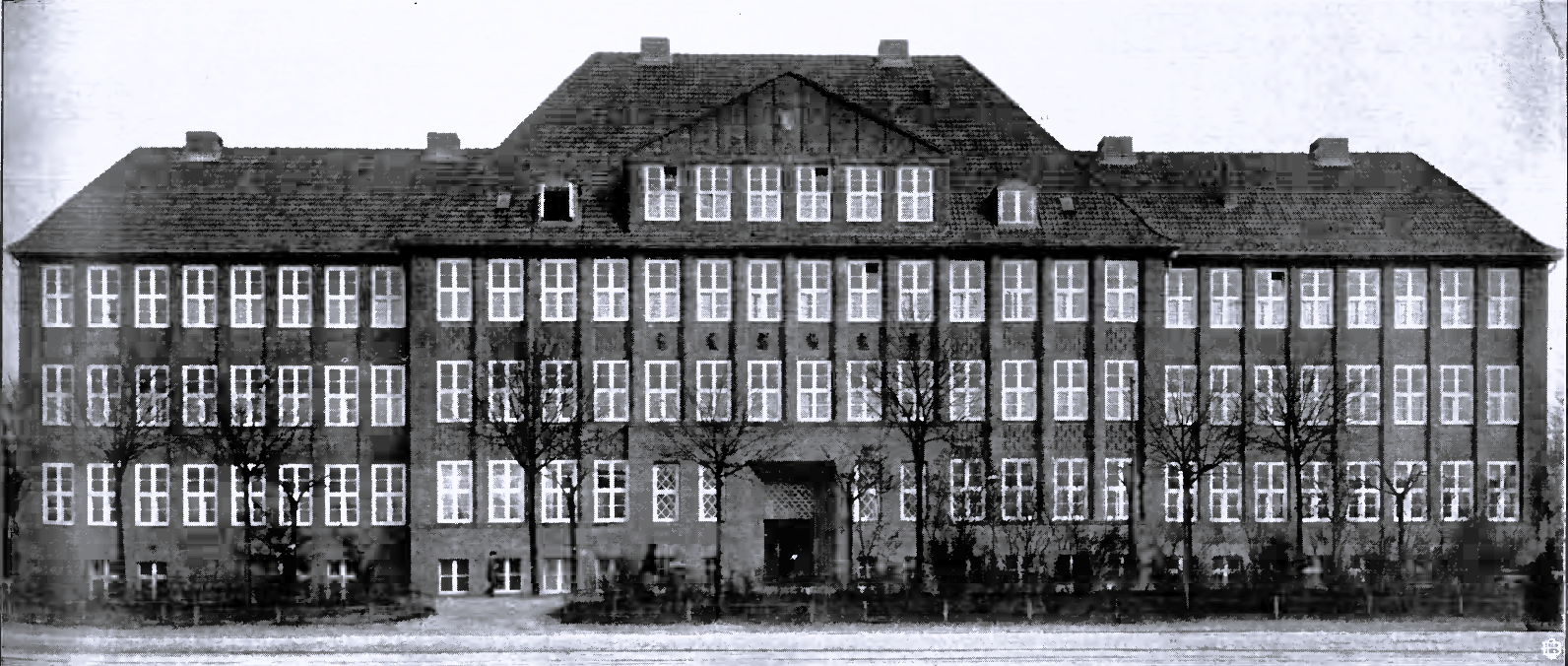
Vorderfront
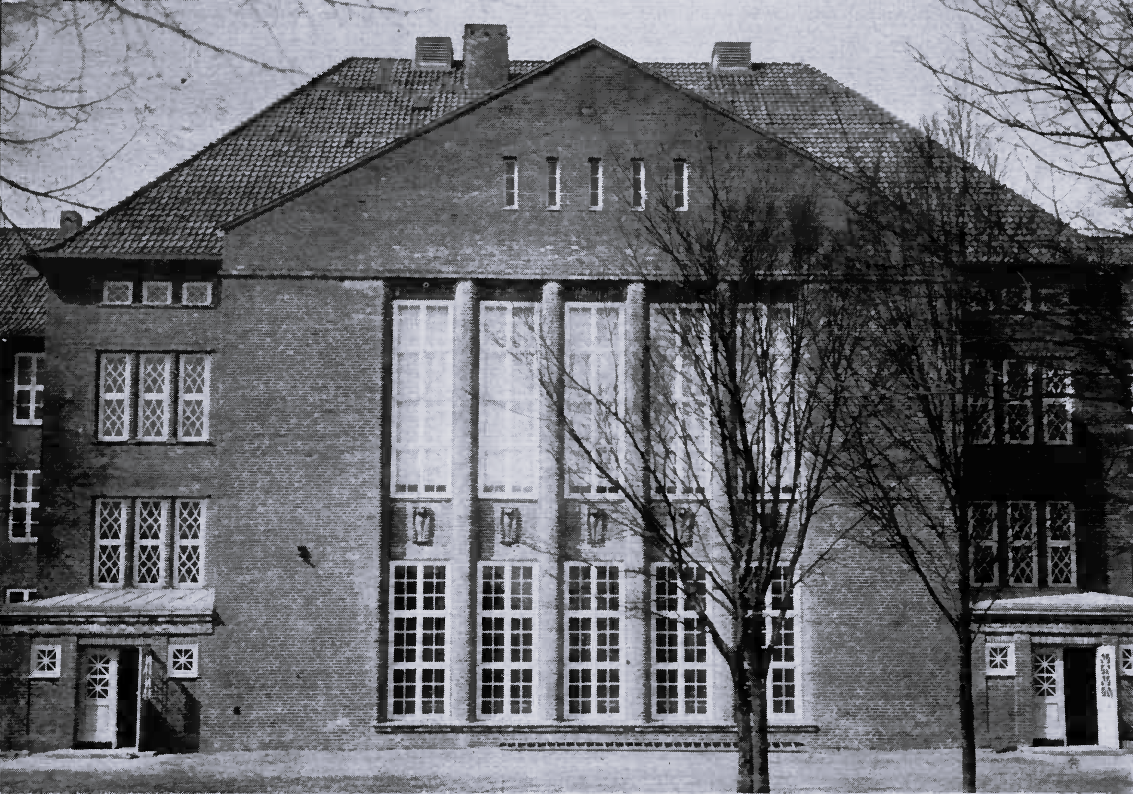
Hinterfront
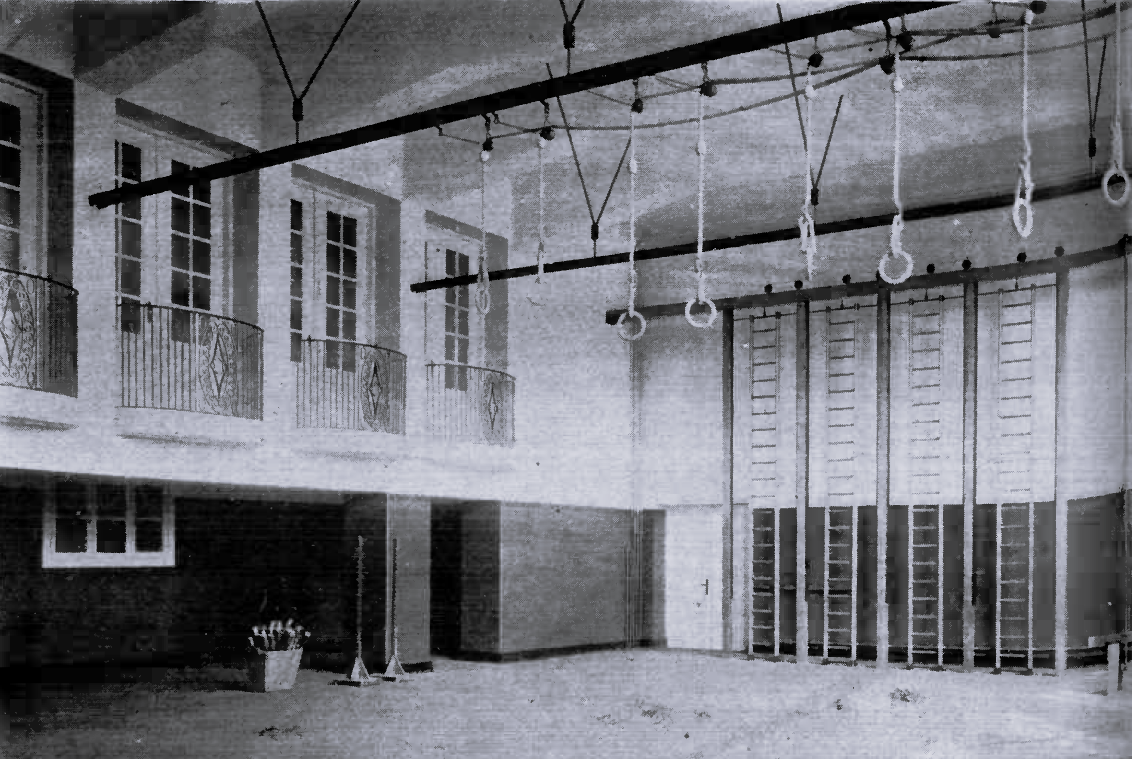
Turnhalle

Das Schulgebäude hätte sich später durch den Bau von weiteren fünf Klassen und einigen Lehrerzimmern vergrößern lassen.

### Familie
Als sich ihr Vater aus dem öffentlichen Leben zurückzog und Privatier wurde, zog die Familie in die Schillerstraße 3 um. Seit dem Tod des Vaters 1899 existierten mit Ina Freese und der Witwe zwei Mietparteien in dem Haus. Nach dem Tod ihrer Mutter 1908 trat die mit ihr bis dahin zusammenwohnende Schwester Sophie, wissenschaftliche Lehrerin, an deren Stelle. Als Ina 1916 starb, zog Sophie zum 1. April 1917 in die Bugenhagenstraße und nach dem Ersten Weltkrieg in die Kaiser-Friedrich-Straße (heute Rathenaustraße).

## Referenzen
1. ↑  Ida Hinckeldeyn †. In: Lübeckische Blätter; 40. Jg., Nummer 14, Ausgabe vom 3. April 1898, S. 167–168.
2. ↑  Lokale Notizen. In: Lübeckische Blätter, 50. Jahrgang, Nummer 5 vom 2. Februar 1908, Seite 70.
3. ↑  Neubau der Freeseschen höheren Mädchenschule. In: Vaterstädtische Blätter, Jahrgang 1913/14, S. 115–117.
4. ↑  Neubau der Freeseschen höheren Mädchenschule. In: Von Lübecks Türmen, Nr. 10, 24. Jahrgang, Ausgabe vom 7. März 1914, S. 73.

| Personendaten    | Personendaten          |
| ---------------- | ---------------------- |
| NAME             | Freese, Ina            |
| KURZBESCHREIBUNG | deutsche Schulleiterin |
| GEBURTSDATUM     | 6. April 1868          |
| GEBURTSORT       | Lübeck                 |
| STERBEDATUM      | 17. Juli 1916          |
| STERBEORT        | Pönitz                 |